# Nationalpark Grand Bois
Der Nationalpark Grand Bois (französisch Parc National Naturel de Grand Bois, Haitianisch-Kreolisch Pak nasyonal Granbwa) liegt im Südwesten der Republik Haiti auf der Tiburon-Halbinsel. Er wurde 2015 ausgewiesen.

## Geographie
Der Nationalpark hat eine Fläche von 3,7015 km² und erstreckt sich um den namensgebenden Morne Grand Bois. Der höchste Punkt erreicht eine Höhe von 1262 m. Der gröte Teil des Gebiets besteht aus Kalkstein, der aus der Kreidezeit vor etwa 88,5 bis 65 Millionen Jahren stammt. Etwa 40 % sind vulkanisches Sedimentgestein und 5 % bestehen aus detritischem Sedimentgestein und Alluvialboden. Es gibt zwei große Wassereinzugsgebiete um die Flüsse Grande-Anse und Tiburon.

## Flora und Fauna
Etwa die Hälfte der über 1000 m liegenden Fläche von 207 ha ist noch mit tropischem Regenwald bedeckt. Eine vom Aussterben bedrohte Pflanze, die in der Region wiederentdeckt wurde, ist die Magnolienart Magnolia ekmanii. Zudem wurden 68 Arten von Wirbeltieren gezählt. Unter den beobachteten Amphibien befindet sich die stark gefährdete und im Massif de la Hotte endemische Art Eleutherodactylus counouspeus sowie die vom Aussterben bedrohte und ebenfalls endemische Art Eleutherodactylus semipalmatus, die in Wasserläufen lebt. Zur Herpetofauna zählen zudem Arten der Gattung Anolis (Anolis rupinae, Anolis dolicocephalus und Anolis monticola) und vorkommenden Vogelarten sind beispielsweise Coccyzus longirostris und Priotelus roseigaster, die von der IUCN als nicht gefährdet eingestuft werden.